# Superädifikat
Ein Superädifikat bezeichnet in Österreich (§ 435 ABGB)  ein Bauwerk, das (mit Zustimmung des Grundeigentümers und regelmäßig gegen Entgelt) auf einem fremden Grundstück errichtet wird (sofern es sich nicht um ein Baurecht handelt) und „nicht stets darauf bleiben soll“, beispielsweise Markt- und Praterhütten oder Gartenhäuschen. Diese „fehlende Belassungsabsicht“ ist ein wichtiges Merkmal, wird aber in der Praxis nicht zu streng gehandhabt; das vielleicht bekannteste untypische Beispiel ist das ehemalige (bis 2013) Hauptgebäude der Wirtschaftsuniversität Wien.
Anders als im gesetzlichen Normalfall fallen beim Superädifikat ausnahmsweise das Eigentum am Bauwerk und das Eigentum am Grundstück auseinander. Das Eigentum wird nicht im Grundbuch eingetragen, sondern durch Urkundenhinterlegung erworben.
Die nachträgliche Erzeugung eines Superädifikats ist nicht möglich. Es ist also nicht möglich, dass ein Grundstückseigentümer, auf dessen Grundstück sich bereits ein Gebäude befindet, dieses Gebäude als Superädifikat verkauft und das darunterliegende Grundstück behält. Der wirtschaftliche Effekt (fremder Bau auf eigenem Grundstück) ist je nach Sachverhalt aber durch vertragliche Gestaltung möglich (Miete, Pacht, Servitut, Reallast, unbeschränktes, allenfalls sogar verbüchertes Fruchtgenussrecht/Nießbrauch usw.).
Im Volksmund besonders der Steiermark und Kärntens wird das Superädifikat auch Luftkeusche genannt, weil es als kleines Gebäude (vgl. Keusche) gedacht wird, welches ohne Grundeigentum, also quasi „in der Luft“ gebaut wird. In Österreich werden Superädifikate im Normalfall (ähnlich wie beim Baurecht, mit dem das Superädifikat aber nicht verwechselt werden darf) mit einer Befristung zwischen 70 und 100 Jahren vereinbart. Nach diesem Zeitraum fällt, falls nichts anderes vereinbart ist (Ausgleichszahlung, Abtragungsverpflichtung etc.), das Bauwerk an den Eigentümer des Grundstücks.
Im deutschen Recht vergleichbar ist das Institut des Scheinbestandteils (gemäß § 95 BGB).
Im schweizerischen Recht vergleichbar ist das Institut der Fahrnisbaute (Art. 677 ZGB).
Ein Beispiel für Superädifikate sind das im Wiener Prater stehende Kugelhaus Kugelmugel und die Kaiserin-Elisabeth-Gedächtniskirche auf einem Grundstück der Stadt Wien auf dem Schneeberg.